# Калапетровци
Калапетровци (мкд. Калапетровци) су насеље у Северној Македонији, у средишњем делу државе. Калапетровци су село у саставу општине Штип.

## Географија
Калапетровци су смештени у средишњем делу Северне Македоније. Од најближег града, Штипа, насеље је удаљено 15 km источно.
Насеље Калапетровци се налази у историјској области Јуруклук. То је побрђе које чини западну претходницу планине Плачковице. Североисточно од насеља тече река Брегалница. Надморска висина насеља је приближно 770 метара.
Месна клима је умерено континентална.

## Становништво
Калапетровци су према последњем попису из 2002. године имали 7 становника.
Већинско становништво су етнички Македонци (100%). До почетка 20. века у селу су живели и Турци.
Претежна вероисповест месног становништва је православље.